# Jordan Chan
Jordan Chan Siu-Chun (cinese tradizionale: 陳小春; cinese semplificato: 陈小春; pinyin: Chén Xiǎochūn; Hong Kong, 8 luglio 1967) è un cantante, attore e ballerino cinese, di Hong Kong con antenati del Guangdong.

## Biografia
Chan ha dato avvio alla sua carriera iscrivendosi alla classe di allenamento per ballerini della TVB, nel 1985. Dopo il diploma, ha fatto parte di qualche corpo di ballo dello studio TVB, impiegati soprattutto come ballerini di sfondo nelle tournée di cantati e gruppi. Tra alcuni dei cantanti che Jordan ha seguito in tournée prima di diventare egli stesso uno di loro, possiamo ricordare Alan Tam, Leslie Cheung ed Anita Mui.
Nel 1994 egli ha debuttato al cinema, con il film Twenty Something. Da allora ha ricevuto diverse nomination agli Hong Kong Film Awards: due per il suo ruolo in He's a Woman, She's a Man (1994, per il quale ha vinto il premio come "Miglior attore di supporto"), una per Heaven Can't Wait (1995) ed un'altra per Big Bullet (1996). Con il film del 1996 Young and Dangerous, Chan si è stabilito come attore portante del genere triadico-poliziesco, e il film di gran successo ha dato vita a nove tra sequel e spinoff, prima della conclusione definitiva della serie nel 2000. Nel 2005, Chan ha recitato insieme a Jay Chou nel ruolo di Kyouichi Sudo nel film Initial D.
Musicalmente, Chan è conosciuto per avere portato influenze hip hop nel cantopop classico, pubblicando pezzi rap e melodie hip hop a partire dal 2002. Ad oggi, aggiunge alla sua musica anche qualche pizzico di R&B.

## Vita privata
Il 7 agosto 2006, Jordan Chan ha avuto un incidente stradale in superstrada, a causa del quale ha riportato ferite e contusioni alla testa ed al collo. La causa dell'incidente è stata la perdita di controllo del mezzo su cui viaggiava, causata dal tentativo di evitare un'altra automobile che gli aveva tagliato la strada. L'attore è stato portato subito all'ospedale Prince of Wales nel distretto di Sha Tin ad Hong Kong, e dimesso subito dopo le cure. La polizia ha effettuato su di lui un test alcolemico, risultato negativo.

## Filmografia
- OCTB (2017)
- Fooling Around Jiang Hu (2016)
- Buddy Cops (2016)
- Trivisa (2016)
- The Right Mistake (2015)
- Mr. Lucky (2014)
- Ip Man - The Final Fight (2013)
- Rhapsody of BMW (2012)
- White Vengeance (2011)
- The Dragon Pearl (2011)
- Mysterious Island (2011)
- Once a Gangster (2010)
- Midnight Taxi (2009)
- Jingwu Chen Zhen (2008)
- Kung Fu Hip Hop (2008)
- Hong Kong Bronx (2008) - Neil
- Lethal Angels (2007)
- Who's Next (2007)
- Huo Yuanjia (2007) - Chen Zen
- Word Twisters' Adventures (2007 - serie televisiva)
- Wo Hu (2006)
- Men Suddenly In Black 2 (2006)
- Naked Avengers (2006)
- Bet to Basic (2006)
- Shopaholics (2006)
- Initial D (2005)
- Escape from Hong Kong Island (2004)
- Throw Down (2004)
- Herbal Tea (2004)
- Fantasia (2004)
- The Spy Dad (2003)
- Men Suddenly In Black (2003)
- Colour of the Truth (2003)
- Diva - Ah Hey (2003)
- The Wall (2002)
- The Irresistible Piggies (2002)
- Brotherhood (2002 - serie televisiva)
- Sleeping With the Dead (2002)
- The Haunted Office (2002)
- The Cheaters (2002)
- Flyin' Dance (2000)
- Comeuppance (2000)
- Vampire Hunter D (2000 - serie televisiva, versione di Hong Kong)
- Born To Be King (2000)
- Those Were The Days (2000)
- Dial D For Demons (2000)
- Killer (2000)
- Help!! (2000)
- Skyline Raiders (2000)
- Hot War (1998)
- Enter The Eagles (1998)
- Bio Zombie (1998)
- Il cervo e il tripode (1998)
- 03:00 A.M. (1997)
- Kitchen (1997)
- We're No Bad Guys (1997)
- Alexander (1997) TV Series
- A Chinese Ghost Story: The Tsui Hark Animation (1997 - voce)
- The Legend of God of Gamblers (1997)
- The Wedding Days (1997)
- Downtown Torpedoes (1997)
- Young and Dangerous 4 (1997)
- Tonight Nobody Goes Home (1996)
- Those Were The Days (1996)
- Young and Dangerous 3 (1996)
- War of the Underworld (1996)
- Young and Dangerous 2 (1996)
- 02:00 A.M. (1996)
- Lost and Found (1996)
- Queer Story (1996)
- Young and Dangerous 1 (1996)
- Growing Up (1996)
- Big Bullet (1996)
- Who's the Woman, Who's the Man (1996)
- Heaven Can't Wait (1995)
- 01:00 A.M. (1995)
- The Age of Miracles (1995)
- Happy Hour (1995)
- Fox Hunter (1995)
- Doctor Mack (1995)
- Whatever You Want (1994)
- Twenty Something (1994)
- In the Heat of Summer (1994)
- He's a Woman, She's a Man (1994)

## Discografia
- Exclusive Memory (2008)
- Compete (2006)
- Sing Jordan 10 Years New Songs + Compilation (2006)
- Black Hole (2004)
- Heartless You (2003)
- Night Life New Songs + Compilation (2003)
- Heartbroken King EP (2002)
- That's Mine (2002)
- Embrace (2001)
- Amazing Ending Complication (2000)
- Top Boyfriend (2000)
- Mega Star Jordan Chan (1999)
- Picture Book (1999)
- Everyone Loves Jordan Chan (1998)
- Love Wife (1998)
- Big Event (1997)